# Rue Vandenhoven
 (août 2025).
La rue Vandenhoven est une rue située sur le territoire de Woluwe-Saint-Pierre et de Woluwe-Saint-Lambert, communes de la région bruxelloise. Elle est caractérisée par de grands jardins devant les maisons.